# Catonephele numilia
Catonephele numilia är en fjärilsart som beskrevs av Pieter Cramer 1779. Catonephele numilia ingår i släktet Catonephele och familjen praktfjärilar. Inga underarter finns listade i Catalogue of Life.

## Bildgalleri

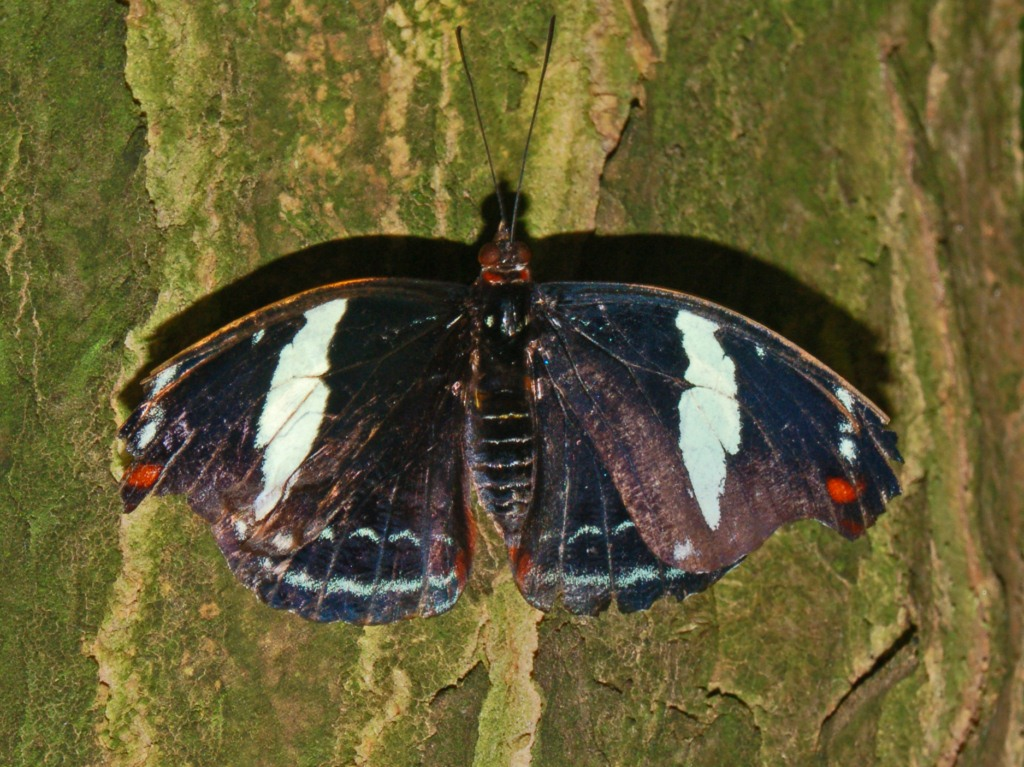
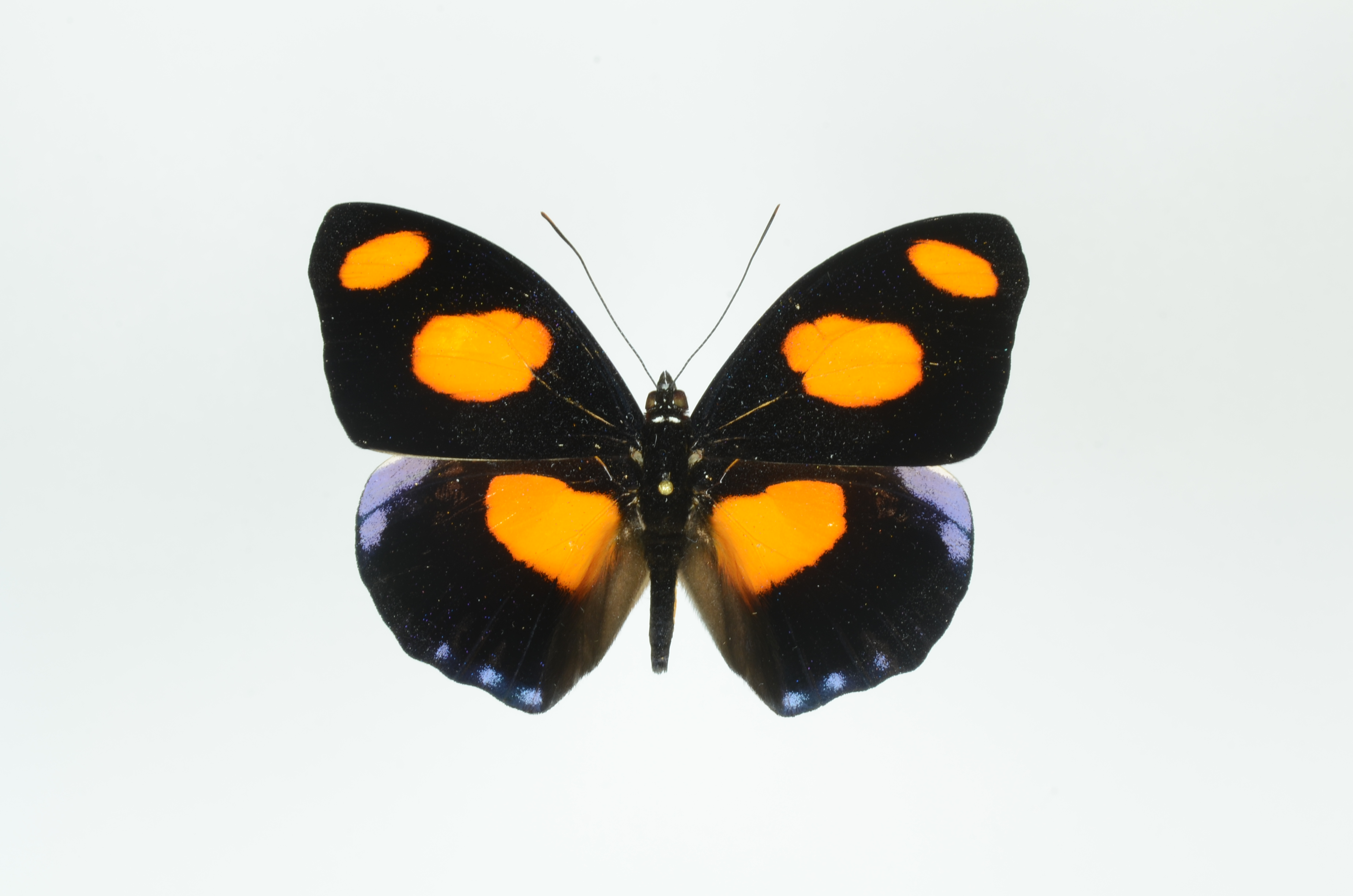
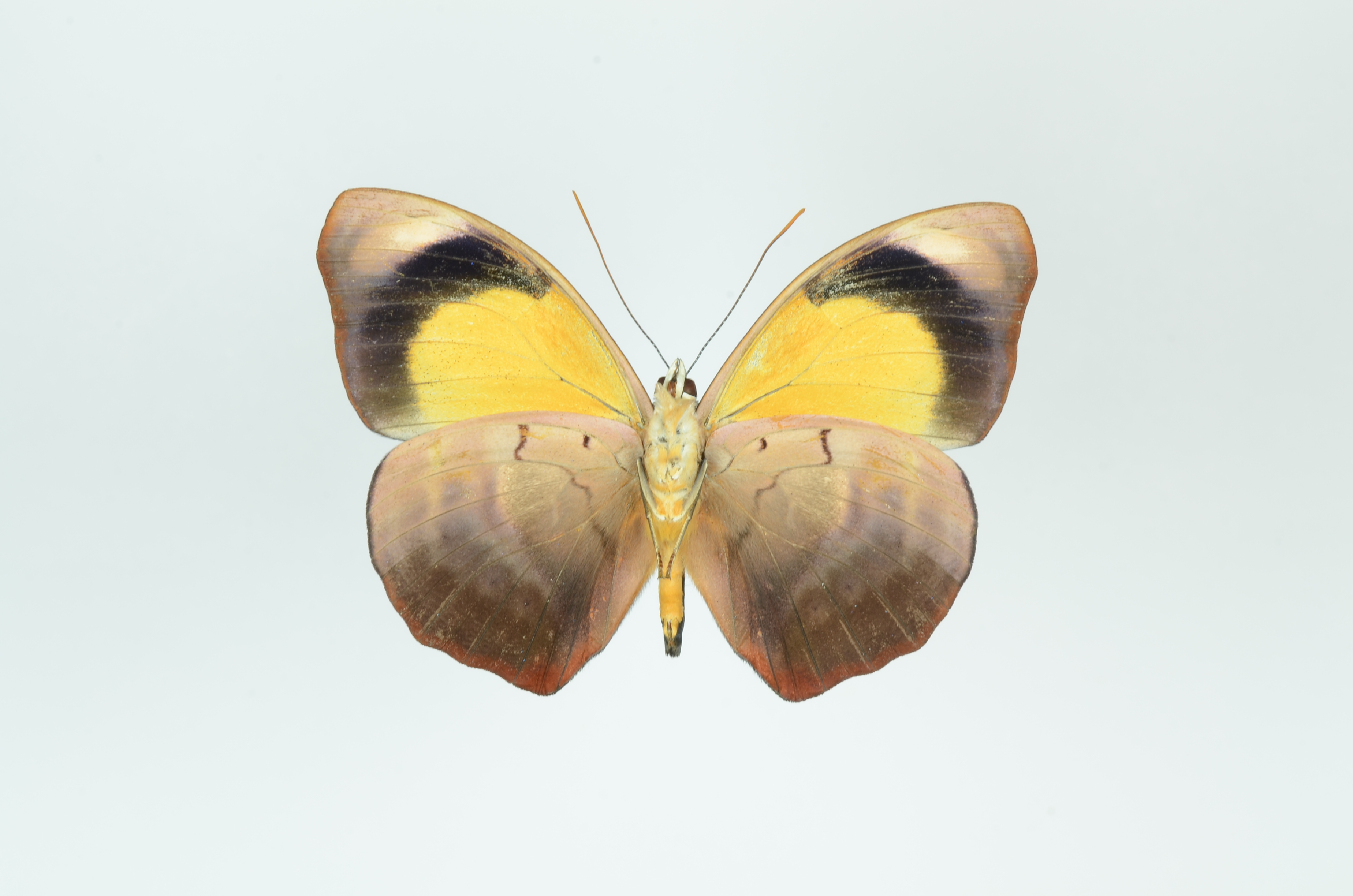